# Live in New Haven
Live in New Haven is een livealbum van King Crimson. Het bevat de opname van een concert dat de muziekgroep in New Haven (Connecticut)  gaf in het kader van promotie van het album The power to believe, nadat een zoveelste samenstelling van deze band uit elkaar was gevallen en een nieuwe begon met de ep Happy with what you have to be happy with. Het had nogal wat voeten in aarde om een tournee te organiseren; de verschillende leden hadden ook nog elders verplichtingen, behalve Fripp dan. Het album staat vol met frippertronics en soundscapes; Fripps varianten van minimal music en ambient.

## Musici
- Adrian Belew – gitaar, zang
- Robert Fripp – gitaar
- Trey Gunn – warr-gitaar
- Pat Mastelotto – slagwerk

## Muziek
| Nr. | Titel                                     | Duur |
| --- | ----------------------------------------- | ---- |
| 1.  | The power to believe I                    | 0:45 |
| 2.  | Level five                                | 7:17 |
| 3.  | The construKction of light                | 9:21 |
| 4.  | Facts of life                             | 5:49 |
| 5.  | EleKtriK                                  | 7:58 |
| 6.  | The power to believe II                   | 8:10 |
| 7.  | Dinosaur                                  | 7:05 |
| 8.  | One time                                  | 7:41 |
| 9.  | Happy with what you have to be happy with | 3:52 |

| Nr. | Titel                             | Duur  |
| --- | --------------------------------- | ----- |
| 1.  | Dangerous curves                  | 6:01  |
| 2.  | Lark’s tongue in aspic: part four | 10:35 |
| 3.  | The power to believe III          | 8:27  |
| 4.  | Elephant talk                     | 7:20  |
| 5.  | Red                               | 6:47  |

Jaren 60: mei, juni 1969; Marquee Londen · 5 juli 1969; Hyde Park Londen · 21/22 november 1969; San Francisco
Jaren 70: 11 mei 1971; Plymouth · 10 augustus 1971; Marquee Londen · 16 oktober 1971; Brighton · 13 december 1971; Detroit · 26 februari 1972: Jacksonville · 27 februari 1972;Orlando · 12 maart 1972; Denver radio · 13 maart 1972; Denver live · 27 maart 1972; Boston · 13 oktober 1972; Frankfurt am Main · 17 oktober 1972; Bremen · 13 november 1972; Guildford · 15 november 1973; Zürich · 29 maart 1974; Heidelberg · 30 maart 1974; Mainz · 1 april 1974: Kassel · 24 juni 1974, Toronto· 1 juli 1974, New York
Jaren 80: 30 april 1981; Bath · 30 juli 1982; Philadelphia · 2 augustus 1982; New York · 13 augustus 1982; Berkeley · 25 augustus 1982; Cap D’Agde · 29 september 1982; München · 17-30 januari 1983; studiowerk · mei-november 1983
Jaren 90: VROOOM sessies;april/mei 1994; studio · 1 juli 1995; Wiltern · 20-25 november 1995; Broadway · 29 november 1995; Chicago · 26 augustus 1996; 2e maal Philadelphia · mei 1997; Nashville studio · 1-4 december 1997 (P1) · 4 juni 1998; Chicago (P2) · 1 juli 1998; Northampton (P2) · 1 november 1998; San Francisco (P4) · 25 maart 1999; Austin (P3)
Jaren vanaf 2000: 11 juni 2000; Warschau · 9/10 november 2001; Nashville live · 3 maart 2003: Alexandria (P3) · april 2003 · najaar 2003; Japan · 20 juni 2003; Milaan · 16 november 2003; New Haven ·  28 juni 2017; Chicago